# خويخوئيون

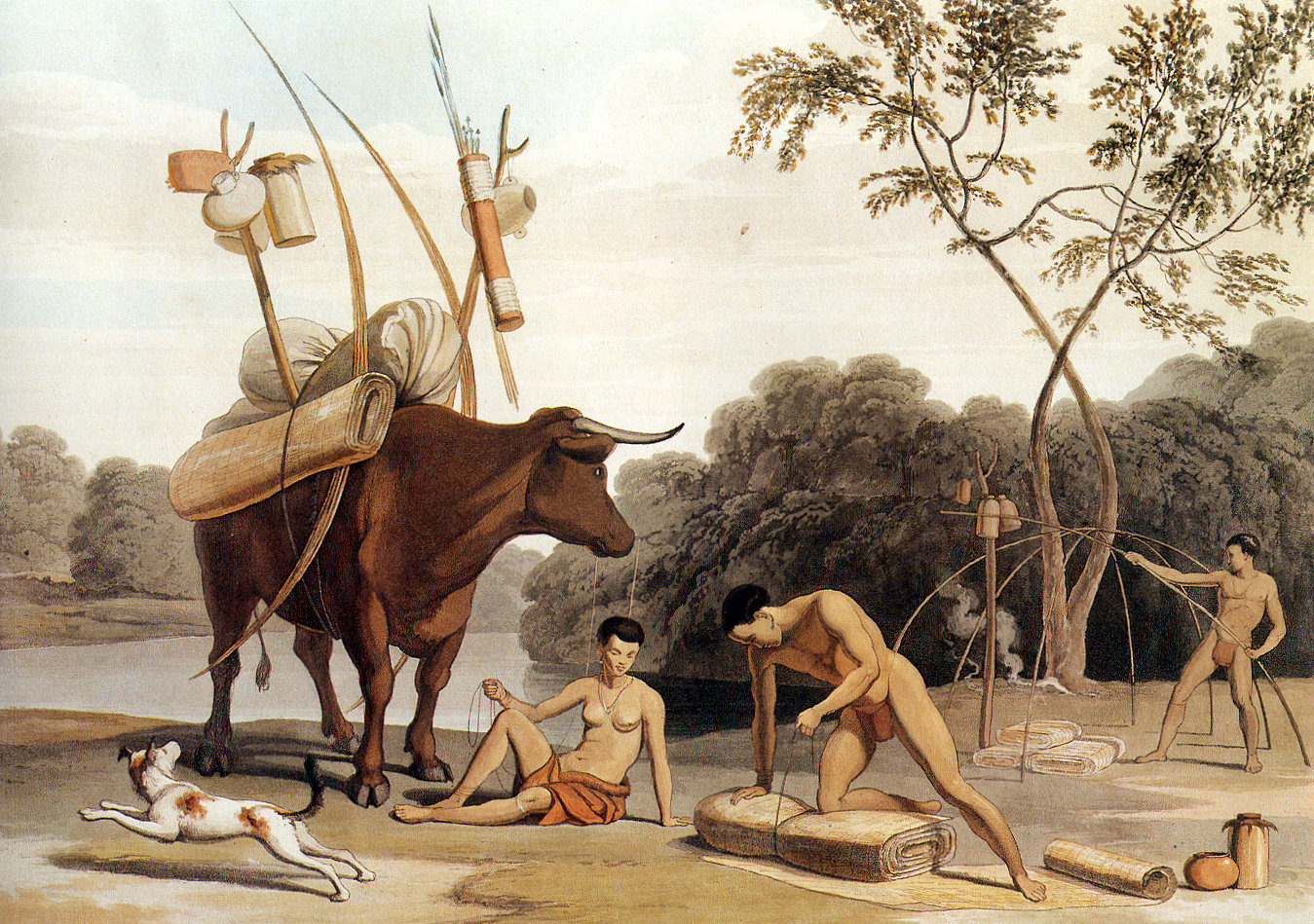
لوحة لسامويل دانييل للخويخوئيين

خويخوئيون (بالإنجليزية: Khoikhoi)‏ ويعني اسمهم الحقيقيون، وهم مجموعة عرقية من الخويسانيين يتواجدون في جنوب غرب أفريقيا في ناميبيا بالتحديد، عاشوا كمجموعات رُحل تعتاش على تربية الموائي، قام الأوروبيين باكتشافهم لأول مرة في سنة 1652 من قبل الهولنديين، يتكلمون باللغة الخوخوئية ويبلغ تعدادهم حوالي 300 ألف نسمة في العالم.

## التاريخ

### التاريخ المبكر
يُعتقد أن التسمية العرقية الواسعة «خويخوئيون»، والتي تعني الشعوب التي مثَّلت جزءًا من مجموعة ثقافية ولغوية رعوية كانت موجودة في جميع أنحاء الجنوب الأفريقي، تُشير إلى سكان في المنطقة الشمالية من بوتسوانا الحديثة. وقد انتشرت هذه الثقافة بشكل سريع لتصل إلى الجنوب، ووصلت في نهاية المطاف إلى منطقة الكايب قبل نحو 2000 سنة. تشمل مجموعات «الخويخوئيون» شعب ناما في الغرب، وشعب خومانا في جنوب ووسط أفريقيا والكايب الشرقي. تعني هذه الأسماء جميعها «الشعب الأحمر»، وهو ما يعادل مصطلح «الوئنية» في اللغة الكوسية. وقد وفرت تربية الأغنام والماعز والماشية في الوديان الخصبة في جميع أنحاء المنطقة نظامًا غذائيًا مستقرًا ومتوازنًا، سمح الأخير بانتشار أنماط حياة متنوعة وغنية، مع تشكيل مجموعات أكبر في مناطق زراعة الكفاف. ويُعتقد أن الثقافة الزراعية المحكية بلغات البانتو قد دخلت إلى المنطقة في القرن الثالث الميلادي، ما دفع الرعاة بالتوجه إلى المناطق الغربية. ربطت علاقة وثيقة بين جماعة أورليس (وهي جماعة من العشائر ذات المستوى الرفيع)، يعملون في تربية الأبقار، وجماعة أوريرلونا (وهم أطفال العشائر ذات المستوى الرفيع) وهي عبارة عن مجموعة من الأطفال منشغلون بالبحث عن المؤن (تُعرف أيضًا باسم ستراندلوبرز) يسكنون في منطقة الكايب تاون. يُبيّن هذا المثال أن التمييز الصارم بين هاتين المجموعتين لا مبرر له بالإضافة إلى اعتبارهما فئات عرقية مشتقة لا غير. تميل هذه الجماعات إلى اتّخاذ مبدأ عدم التراكم باعتباره نظامًا قيّمًا اجتماعيًا خاصًا بهم، ولكن الفوارق بين علماء الطبيعة الخويخوئيون والصيادون والمزارعون من البانتو، ليست دقيقة إذ يبدو أنها مجرد اختزال.

### مذابح في جنوب غرب أفريقيا الألمانية
في الفترة ما بين عام 1904 حتى عام 1907، حارب الألمان ضد مجموعة الخويخوئيون التي كانت تعيش في ما كان آنذاك جنوب غرب أفريقيا الألمانية، إلى جانب شعب الهيريرو. على إثر هذا الصراع، مات أكثر من 10,000 فرد من شعب ناما، أي أكثر من نصف مجموع السكان الكلي في ذلك الوقت. واعتُبرت هذه أكبر مذبحة شهدها شعب الخويخوئيون على الإطلاق.

## الثقافة

### الديانة
تعطي الأساطير الدينية للثقافات الناطقة باللغة الخويخوئية أهمية خاصة للقمر، الذي اعتُبر مظهرًا طبيعيًا لارتباط الفرد بالإله الأعلى في الجنة. كما يُعتقد أن ثيواب هو الخالق الأكبر وراعي الصحة، في حين يُمثل غواناب الشر المطلق، وهو الذي يسبب المرض أو الموت. تحوّل العديد من متحدثي اللغة الخويخوئية إلى المسيحية أو الإسلام وهم بذلك يشكلون نسبة كبيرة من المسلمين في ناميبيا.

### التراث العالمي
اعترفت اليونسكو بثقافة الخويخوئيون من خلال تسجيل مشهد ريتشرسفليد الثقافي والنباتي كموقع تراث عالمي. إذ تُعد هذه المنطقة الهامة المكان الوحيد الذي تستمر فيه ممارسات المراعي المرتبطة بهذه الثقافة إلى حد كبير.
وقد أطلق الاتحاد الفلكي الدولي على العنصر الرئيسي في النجم الثنائي مو1 سكوربي اسم سام دي مورا والذي يعني «عيون الأسد» في اللغة الخويخوئية التقليدية.